# British Home Championship 1895
British Home Championship 1895 – dwunasta edycja turnieju piłki nożnej między reprezentacjami z Wielkiej Brytanii. Tytułu bronili Szkoci, ale utracili go na rzecz Anglików.

## Turniej
| 9 marca 1895 | Anglia · Bloomer · Becton · Goodall · Bassett · Howell · Samobój | 9 : 0 | Irlandia | County Cricket Ground, Derby |
|              |                                                                  |       |          |                              |

| 16 marca 1895 | Irlandia · Gaukrodger · Sherrard | 2 : 2 | Walia · Trainer | Solitude Ground, Belfast |
|               |                                  |       |                 |                          |

| 18 marca 1895 | Anglia · Sandilands | 1 : 1 | Walia · Lewis | Queen's Club, Londyn |
|               |                     |       |               |                      |

| 23 marca 1895 | Walia · Lewis · Chapman | 2 : 2 | Szkocja · Madden · Divers | Racecourse Ground, Wrexham |
|               |                         |       |                           |                            |

| 30 marca 1895 | Szkocja · Walker · Lambie | 3 : 1 | Irlandia · Sherrard | Celtic Park, Glasgow |
|               |                           |       |                     |                      |

| 6 kwietnia 1895 | Anglia · Bloomer · Smith · Samobój | 3 : 0 | Szkocja | Goodison Park, Liverpool |
|                 |                                    |       |         |                          |

## Tabela
| Msc. | Zespół   | M | W | R | P | Pkt+ | Pkt- | Pkt |
| ---- | -------- | - | - | - | - | ---- | ---- | --- |
| 1    | Anglia   | 3 | 2 | 1 | 0 | 13   | 1    | 5   |
| 2    | Walia    | 3 | 0 | 3 | 0 | 5    | 5    | 3   |
| 2    | Szkocja  | 3 | 1 | 1 | 1 | 5    | 6    | 3   |
| 4    | Irlandia | 3 | 0 | 1 | 2 | 3    | 14   | 1   |

ANGLIA
 SIÓDMY TYTUŁ

## Strzelcy
3 bramki
- Steve Bloomer

2 bramki
- Frank Becton
- Johnny Goodall
- James Sherrard
- Harry Trainer
- William Lewis
- John Walker

1 bramka
- Billy Bassett
- Raby Howell
- George Gaukrodger
- Rupert Sandilands
- Thomas Chapman
- Jake Madden
- John Divers
- William Lambie
- Steve Smith